# کارولین فلورین
کارولین فلورین (انگلیسی: Karolien Florijn؛ زادهٔ ۶ آوریل ۱۹۹۸) قایقران روئینگ اهل هلند است.
وی در مسابقات کشوری و بین‌المللی در مجموع برندهٔ ۲ مدال نقره شده‌است.